# Grammia ornata
Grammia ornata là một loài bướm đêm thuộc phân họ Arctiinae, họ Erebidae.